# St. Margarethen im Lavanttal
St. Margarethen im Lavanttal je naselje v Občini Volšperk v Okraju Volšperk na Koroškem v Avstriji.